# 6354 Vangelis
6354 Vangelis è un asteroide della fascia principale. Scoperto nel 1934, presenta un'orbita caratterizzata da un semiasse maggiore pari a 2,6567454 UA e da un'eccentricità di 0,2161874, inclinata di 24,57382° rispetto all'eclittica.